# Naim Frashëri
Naim Frashëri (Frashër, 25 mei 1846 – Kadıköy, 20 oktober 1900) was een Albanese patriot, historicus, journalist, dichter en vertaler die werd uitgeroepen tot nationale dichter van Albanië.

## Levensloop
Frashëri werd op 25 mei 1846 geboren en getogen in het dorpje Frashër, op de zuidelijke hellingen van het Tomorr-gebergte. Naim, en zijn broers Abdyl en Sami, waren een van de acht kinderen van Halid Frashëri (1797-1859), een landeigenaar en militaire commandant, en Emine (1814-1861). De familie Frashëri was aanhanger van het Bektashisme. In de Tekke van Frashër maakte hij kennis met talrijke culturen en talen, zoals het Arabisch, Ottomaans Turks en Perzisch.  Hij verhuisde in 1865 naar Ioannina, waar hij het Oud- en Nieuwgrieks, Frans en Italiaans leerde.